# Kittitach Pranithi
Kittitach Pranithi (thailändisch กิตติธัช ประนิธิ; * 30. April 1999) ist ein thailändischer Fußballspieler.

## Karriere

### Verein
Kittitach Pranithi erlernte das Fußballspielen in der Schulmannschaft des Assumption College in Si Racha sowie in der Jugend vom Chonburi FC. Beim Chonburi FC unterschrieb er auch seinen ersten Vertrag. Der Verein aus Chonburi spielte in der ersten Liga, der Thai League. Die Saison 2019 wurde er an den Drittligisten Banbueng Phuket City FC ausgeliehen. Mit dem Verein spielte er elfmal in der Lower Region der Liga. Im Januar 2020 verließ er Chonburi und schloss sich in der Provinz Nonthaburi dem Drittligisten Nonthaburi United S.Boonmeerit FC an. Im September 2020 unterschrieb er einen Vertrag beim Drittligisten STK Muangnont FC. Der Verein, der ebenfalls in Nonthaburi beheimatet ist, spielte in der Bangkok Metropolitan Region der Liga. Nach zwei Spielzeiten unterschrieb er im August 2022 einen Vertrag beim Ligakonkurrenten Bangkok FC. Die Saison 2023/24 feierte er mit dem Hauptstadtverein die Meisterschaft der Region sowie den Aufstieg in die zweite Liga. Sein Zweitligadebüt gab Kittitach Pranithi am 17. August 2024 (2. Spieltag) im Auswärtsspiel gegen den Chiangmai United FC. Bei dem 2:1-Auswärtserfolg wurde er in der 83. Minute für Apisit Khuankwai eingewechselt. Nach 70 Ligaspielen für den Hauptstadtverein wechselte er im Sommer 2025 zum Drittligisten Samut Sakhon City FC. Mit dem Verein aus Samut Sakhon spielt er in der Western Region der Liga.

### Nationalmannschaft
Kittitach Pranithi spielte 2018 viermal in der thailändischen U19-Nationalmannschaft. Mit der Mannschaft nahm er an der U19-Asienmeisterschaft in Indonesien teil. Mit dem Team erreichte man das Viertelfinale. Hier musste man sich jedoch der Mannschaft aus Katar geschlagen geben. 2022 spielte er zweimal in der U22. Mit dem Team nahm er an der AFF U-23 Championship in Kambodscha teil. Hier wurde er zweimal eingesetzt. Im Finale unterlag man Indonesien mit 2:1.

## Erfolge
Bangkok FC
- Thai League 3 – Bangkok Metropolitan: 2023/24  ▲